# 宮原直樹
宮原直樹（日语：／ Naoki Miyahara ?，1965年12月23日—），日本的資深男性動畫師、原畫師、動畫導演、人物設計師、演出家。隸屬於東映動畫公司。

## 來歷、人物
宮原來自日本的長崎縣對馬市，興趣是繪畫和電影。小學二年級開始畫漫畫，高中時讀美術科。國小時代受到東映動畫全盛時期推出的《マジンガーZ》《デビルマン》《キューティーハニー》和漫畫家永井豪先生畫風的影響，表示：「如果能從事自己喜歡的事業，動畫是我的志向」。由於當時的年代沒有專門的動畫大學，宮原決定離鄉背井到東京的東京デザイナー学院的動畫系專業，和佐藤正樹、水島精二、反田誠二是同學。
從東京デザイナー学院畢業後，1986年因為東映動畫的一次招聘而進入公司，同期的同事為稲上晃、爲我井克美。由於西尾大介執導的《龍珠Z 熱血熱鬥!!悟空與悟飯》中的技術表現深深打動了宮原，於是主動加入動畫師前田實的《龍珠Z》動畫團隊，從1990年5月18日播映的《龍珠Z》第48話起擔任原畫開始他的職業生涯。2000年東映動畫的全數位動畫剛起步，便主動學習數位動畫隨後跳槽至3D動畫部門。

《數碼寶貝大冒險》擔任創作監督，電影動畫《數碼寶貝大冒險02 迪亞波羅獸的逆襲》轉為3D CG數位美術師後，成為東映動畫主要的CG動畫師之一。2008年的CG短篇全動畫系列《ロボディーズ -RoboDz- 風雲編》是宮原擔任人物設計師的首作品。

在2009年『FRESH光之美少女！』後，宮原加入《光之美少女系列》動畫團隊，他的作品特別是CG ED舞蹈在動畫業界內外皆備受矚目，被稱為動畫業內的「雙刀流」「CG動畫先驅者」。
宮原曾以導演的身份參與製作十二分鐘的電影動畫《光之美少女 All Stars DX3 傳達到未來！連結世界☆彩虹之花！》，製片人鷲尾天因這部作品相中宮原，邀請他以‘舞蹈與故事相結合的方針’為前提，製作一部全新的作品。之後接受製片人金丸裕的提議‘乾脆高潮部分也用舞蹈來表現’，由此電影動畫《POP IN Q》誕生了。

## 主要參加作品

### 電視動畫
- 七龍珠系列
  - 七龍珠Z（1989年－1996年，原畫、作畫監督）
  - 七龍珠GT（1996年－1997年，原畫、作畫監督、總作畫監督、OP原畫•作畫監督[4]）
  - 七龍珠超（2015年－2018年，原畫）
- 美少女戰士 最後的星光（1996年－1997年，原畫[注 1]）
- 儲金戰士CASHMAN（1997年，作畫監督）
- 不可思议魔法药店（日语：ふしぎ魔法ファンファンファーマシィー）（1998年，作画監督）
- 數碼寶貝大冒險（1999年，總作畫監督）
- Xenosaga: The Animation（2005年，CG導演）
- 物怪（2007年，CG動畫導演）
- ロボディーズ -RoboDz- 風雲篇（2008年，人物設定、演出）
- 魔神之骨（2014年，CG動作演出）

### 電影動畫
- 七龍珠系列
  - 七龍珠Z 超級賽亞人孫悟空（1991年，原畫）
  - 七龍珠Z 激鬥!! 100億能量戰士們（日语：ドラゴンボールZ 激突!!100億パワーの戦士たち）（1992年，原畫）
  - 七龍珠Z 燃燒!! 熱戰、烈戰、超激戰（日语：ドラゴンボールZ 燃えつきろ!!熱戦・烈戦・超激戦）（1993年，原畫）
  - 七龍珠Z 危險雙人組!超戰士難以入眠（日语：ドラゴンボールZ 危険なふたり!超戦士はねむれない）（1994年，原畫）
  - 七龍珠Z 超戰士擊破!!勝利是屬於我（日语：ドラゴンボールZ 超戦士撃破!!勝つのはオレだ）（1994年，原畫）
  - 七龍珠Z 龍拳爆發!!悟空捨我其誰 （1995年，原畫[5]）
  - 七龍珠Z 復活的融合!!悟空與貝吉塔 （1995年，原畫）
  - 七龍珠 最強之道（1996年，原畫、作画監督補佐[注 2]）
  - 七龍珠Z 神與神（2013年，CG監督[注 3]）
- 銀河鐵道999（1998年，作画監督補佐[注 4]）
- 數碼寶貝大冒險02 迪亞波羅獸的逆襲（日语：映画 デジモンアドベンチャー02 ディアボロモンの逆襲）（2001年，CG動畫師）
- 小魔女DoReMi系列
  - 小魔女DoReMi ♯ 願望之花（日语：映画 おジャ魔女どれみ♯（しゃーぷっ））[注 5]（2000年，CG動畫師[注 6]）
  - 大~集合!小魔女DoReMi 青蛙石的秘密（日语：映画 も～っと！おジャ魔女どれみ カエル石のひみつ）（2001年，CG導演）
- Jango's Dance Carnival（2001年，CG導演）
- きかんしゃ やえもん（2009年，腳色板）
- 光之美少女系列
  - 電影 光之美少女：幸福精靈Fresh! 玩具王國有很多秘密！？（日语：映画フレッシュプリキュア！おもちゃの国は秘密 がいっぱい！？）（2009年，CG動畫導演[注 7]）
  - 光之美少女 All Stars DX 大家都是朋友☆奇蹟的全員大集合！（2009年，導演）
  - 光之美少女 All Stars DX2 希望之光☆守護彩虹寶石！（2010年，舞蹈CG導演）
  - 光之美少女 All Stars DX3 傳達到未來！連結世界☆彩虹之花！（2011年，開場舞台設計、導演）
  - Petit☆夢想之星！小甜餅乾？表演時間！（日语：Petit☆ドリームスターズ！レッツ・ラ・クッキン？ショータイム！）（2017年，導演）
- ONE PIECE 3D 追逐草帽大冒險（2011年，演出協力[注 8]）
- POP IN Q（2016年，原畫，音響監督，演出[注 9]）

## 電玩遊戲
- Dragon Ball: Final Bout（1997，OP原畫[6]）

## 外部連結
- 宮原直樹的X（前Twitter） （日語）

## 相關項目
- 日本動畫師列表